# Gentiana lawrencei
La genziana del Tibet (Gentiana lawrencei Burkill, 1905) è una pianta perenne originaria del Tibet.
È una pianta della fascia climatica 5 (classificazione USDA).